# Internationaal filmfestival van Berlijn 2024
Het 74ste Internationaal filmfestival van Berlijn is een internationaal filmfestival dat plaats vond in Berlijn van 15 tot en met 25 februari 2024.
De Keniaans-Mexicaanse actrice Lupita Nyong'o fungeerde als juryvoorzitter voor de hoofdcompetitie. De openingsfilm van het festival was Small Things Like These van de Belgische filmmaker Tim Mielants.
Kort nadat de Iraanse film Keyke mahboobe man (My Favorite Cake) was geselecteerd voor de hoofdcompetitie, mochten de Iraanse filmmakers Behtash Sanaeeha en Maryam Moqadam het land niet verlaten om het festival bij te wonen. Hun paspoorten werden in beslag genomen en zij zullen een rechtszaak moeten ondergaan in verband met hun werk als kunstenaars en filmmakers. Het besluit van de Iraanse regering stuitte opnieuw op internationale protesten, na de arrestaties voorheen van de Gouden Beer-winnaars Jafar Panahi en Mohammad Rasoulof in 2022-2023, en talloze andere censuurpogingen in de afgelopen jaren.

## Internationale competitie

### Jury
De internationale jury:
| Naam | Naam                            | Beroep                       | Nationaliteit    |
| ---- | ------------------------------- | ---------------------------- | ---------------- |
|      | Lupita Nyong'o (juryvoorzitter) | Actrice                      | Kenia- Mexico    |
|      | Brady Corbet                    | Acteur, regisseur            | Verenigde Staten |
|      | Ann Hui                         | Actrice, filmmaker           | Hongkong         |
|      | Christian Petzold               | Regisseur, scenarioschrijver | Duitsland        |
|      | Jasmine Trinca                  | Actrice en regisseur         | Italië           |
|      | Albert Serra                    | Regisseur                    | Spanje           |
|      | Oksana Zaboezjko                | Schrijfstet, dichteres       | Oekraïne         |

### Deelnemers
De volgende films werden geselecteerd voor de internationale competitie. De gearceerde film betreft de winnaar van de Gouden Beer.
| Originele titel                        | Engelse titel                          | Regisseur(s)                       | Land                                                                  |
| -------------------------------------- | -------------------------------------- | ---------------------------------- | --------------------------------------------------------------------- |
| Another End                            | Another End                            | Piero Messina                      | Italië                                                                |
| Architecton                            | Architecton                            | Viktor Kossakovsky                 | Duitsland Frankrijk Verenigde Staten                                  |
| Black Tea                              | Black Tea                              | Abderrahmane Sissako               | Frankrijk Mauritanië Taiwan Luxemburg Ivoorkust                       |
| La cocina                              | La cocina                              | Alonso Ruizpalacios                | Mexico Verenigde Staten                                               |
| Dahomey                                | Dahomey                                | Mati Diop                          | Benin Frankrijk Senegal                                               |
| Des Teufels Bad                        | The Devil's Bath                       | Veronika Franz en Severin Fiala    | Oostenrijk Duitsland                                                  |
| A Different Man                        | A Different Man                        | Aaron Schimberg                    | Verenigde Staten                                                      |
| L'Empire                               | The Empire                             | Bruno Dumont                       | Frankrijk Italië Duitsland België Portugal                            |
| In Liebe, Eure Hilde                   | From Hilde, With Love                  | Andreas Dresen                     | Duitsland                                                             |
| Gloria!                                | Gloria!                                | Margherita Vicario                 | Italië Zwitserland                                                    |
| Langue étrangère                       | Langue étrangère                       | Claire Burger                      | Frankrijk Duitsland België                                            |
| Keyke mahboobe man                     | My Favorite Cake                       | Behtash Sanaeeha en Maryam Moqadam | Iran Frankrijk Zweden Duitsland                                       |
| Shambhala                              | Shambhala                              | Min Bahadur Bham                   | Nepal Frankrijk Noorwegen China Turkije Taiwan Verenigde Staten Qatar |
| Small Things Like These (openingsfilm) | Small Things Like These (openingsfilm) | Tim Mielants                       | Ierland België                                                        |
| Sterben                                | Dying                                  | Matthias Glasner                   | Duitsland                                                             |
| Vogter                                 | Sons                                   | Gustav Möller                      | Denemarken Zweden                                                     |
| Hors du temps                          | Suspended Time                         | Olivier Assayas                    | Frankrijk                                                             |
| Pepe                                   | Pepe                                   | Nelson Carlo De Los Santos Arias   | Dominicaanse Republiek Namibië Duitsland Frankrijk                    |
| Yeohaengjaui pilyo 여행자의 필요       | A Traveler's Needs                     | Hong Sang-soo                      | Zuid-Korea                                                            |
| Mé el Aïn                              | Who Do I Belong To                     | Meryam Joobeur                     | Tunesië Frankrijk Canada Noorwegen Qatar Saoedi-Arabië                |

## Berlinale Special
De volgende films werden geselecteerd voor de Berlinale Special-sectie. 
| Originele titel                                      | Engelse titel                                        | Regisseur(s) | Land                                                      |
| Berlinale Special Gala                               | Berlinale Special Gala                               | Berlinale Special Gala | Berlinale Special Gala                                    |
| ---------------------------------------------------- | ---------------------------------------------------- | --- | --------------------------------------------------------- |
| Cuckoo                                               | Cuckoo                                               | Tilman Singer | Duitsland                                                 |
| Love Lies Bleeding                                   | Love Lies Bleeding                                   | Rose Glass | Verenigde Staten Verenigd Koninkrijk                      |
| Beomjoedosi4 (범죄도시4)                             | The Roundup: Punishment                              | Heo Myeong-haeng | Zuid-Korea                                                |
| Seven Veils                                          | Seven Veils                                          | Atom Egoyan | Canada                                                    |
| Spaceman                                             | Spaceman                                             | Johan Renck | Verenigde Staten                                          |
| The Strangers' Case                                  | The Strangers' Case                                  | Brandt Andersen | Jordanië                                                  |
| Treasure                                             | Treasure                                             | Julia von Heinz | Duitsland Frankrijk                                       |
| Berlinale Special                                    |                                                      | |                                                           |
| Wu Suo Zhu (無所住)                                  | Abiding Nowhere                                      | Tsai Ming-liang | Taiwan Verenigde Staten                                   |
| August My Heaven                                     | August My Heaven                                     | Riho Kudo | Japan                                                     |
| At Averroès & Rosa Parks                             | Averroès & Rosa Parks                                | Nicolas Philibert | Frankrijk                                                 |
| Hako Otoko (箱男)                                    | The Box Man                                          | Gakuryū Ishii | Japan                                                     |
| Chime                                                | Chime                                                | Kiyoshi Kurosawa | Japan                                                     |
| Dostoevskij (6 afleveringen)                         | Dostoyevsky                                          | Damiano en Fabio D'Innocenzo | Italië                                                    |
| Elf Mal Morgen: Berlinale Meets Fußball              | Eleven Tomorrows: Berlinale Meets Football           | Maximilian Bungarten, Anna-Maria Dutoit, Kilian Armando Friedrich, Indira Geisel, Eva Gemmer, Felix Herrmann, Hannah Jandl, Justina Jürgensen, Hilarija Ločmele, Daniela Magnani-Hüller, Sophie Mühe, Camille Tricaud, Marie Zrenner | Duitsland                                                 |
| Das leere Grab                                       | The Empty Grave                                      | Agnes Lisa Wegner, Cece Mlay | Duitsland Tanzania                                        |
| exergue – on documenta 14                            | exergue – on documenta 14                            | Dimitris Athiridis | Griekenland                                               |
| Filmstunde_23                                        | Filmstunde_23                                        | Edgar Reitz, Jörg Adolph | Duitsland                                                 |
| Made in England: The Films of Powell and Pressburger | Made in England: The Films of Powell and Pressburger | David Hinton | Verenigd Koninkrijk                                       |
| Sasquatch Sunset                                     | Sasquatch Sunset                                     | David Zellner en Nathan Zellner | Verenigde Staten                                          |
| Shikun                                               | Shikun                                               | Amos Gitai | Israël Frankrijk Zwitserland Brazilië Verenigd Koninkrijk |
| Supersex (afleveringen 1-3)                          | Supersex (afleveringen 1-3)                          | Matteo Rovere, Francesco Carrozzini, Francesca Mazzoleni | Italië                                                    |
| Turn in the Wound                                    | Turn in the Wound                                    | Abel Ferrara | Verenigd Koninkrijk Duitsland Italië Verenigde Staten     |

## Encounters
De volgende films werden geselecteerd voor de Encounters-sectie. 
| Originele titel                        | Engelse titel                          | Regisseur(s)                      | Land                                       |
| -------------------------------------- | -------------------------------------- | --------------------------------- | ------------------------------------------ |
| Arcadia                                | Arcadia                                | Yorgos Zois                       | Griekenland Bulgarije Verenigde Staten     |
| Cidade; Campo                          | Cidade; Campo                          | Juliana Rojas                     | Brazilië Duitsland Frankrijk               |
| Demba                                  | Demba                                  | Mamadou Dia                       | Senegal Duitsland                          |
| Direct Action                          | Direct Action                          | Guillaume Cailleau en Ben Russell | Duitsland Frankrijk                        |
| Dormir de olhos abertos                | Sleep with Your Eyes Open              | Nele Wohlatz                      | Brazilië Argentinië Taiwan Duitsland       |
| The Fable                              | The Fable                              | Raam Reddy                        | India Verenigde Staten                     |
| Une Famille                            | A Family                               | Christine Angot                   | Frankrijk                                  |
| Favoriten                              | Favoriten                              | Ruth Beckermann                   | Oostenrijk                                 |
| Ivo                                    | Ivo                                    | Eva Trobisch                      | Duitsland                                  |
| Khamyazeye bozorg                      | The Great Yawn of History              | Aliyar Rasti                      | Iran                                       |
| 空房间里的女人                         | Some Rain Must Fall                    | Qiu Yang                          | China Frankrijk Verenigde Staten Singapore |
| Mãos no fogo                           | Hands in the Fire                      | Margarida Gil                     | Portugal                                   |
| Matt and Mara                          | Matt and Mara                          | Kazik Radwanski                   | Canada                                     |
| Through the Graves the Wind is Blowing | Through the Graves the Wind is Blowing | Travis Wilkerson                  | Verenigde Staten                           |
| Tú me abrasas                          | You Burn Me                            | Matías Piñeiro                    | Argentinië Spanje                          |

## Berlinale Classics
De volgende films werden geselecteerd voor de Classics-sectie. 
| Originele titel              | Engelse titel                | Regisseur(s)         | Land             |
| ---------------------------- | ---------------------------- | -------------------- | ---------------- |
| After Hours (1985)           | After Hours (1985)           | Martin Scorsese      | Verenigde Staten |
| Batalla en el cielo (2005)   | Battle in Heaven             | Carlos Reygadas      | Mexico           |
| The Day of the Locust (1975) | The Day of the Locust (1975) | John Schlesinger     | Verenigde Staten |
| Deprisa, deprisa (1981)      | Deprisa, deprisa (1981)      | Carlos Saura         | Spanje           |
| ゴジラ (1954)                | Godzilla                     | Ishirō Honda         | Japan            |
| Kohlhiesels Töchter (1920)   | Kohlhiesel’s Daughters       | Ernst Lubitsch       | Duitsland        |
| The Love Parade (1929)       | The Love Parade (1929)       | Ernst Lubitsch       | Verenigde Staten |
| Offret (1986)                | The Sacrifice                | Andrei Tarkovsky     | Sovjet-Unie      |
| Reifezeit (1976)             | Time of Maturity             | Sohrab Shahid Saless | West-Duitsland   |
| 天邊一朵雲 (2005)            | The Wayward Cloud            | Tsai Ming-liang      | Taiwan           |

## Prijzen
- Gouden Beer: Dahomey van Mati Diop[6]
- Zilveren Beer - Grote juryprijs: Yeohaengjaui pilyo (A Traveler's Needs) van Hong Sang-soo
- Zilveren beer - Juryprijs: L'Empire van Bruno Dumont
- Zilveren Beer voor beste regisseur: Nelson Carlo De Los Santos Arias voor Pepe
- Zilveren Beer voor beste hoofdrol: Sebastian Stan in A Different Man
- Zilveren Beer voor beste bijrol: Emily Watson in Small Things Like These
- Zilveren Beer voor beste scenario: Matthias Glasner voor Sterben
- Zilveren Beer voor de beste artistieke bijdrage: Martin Gschlacht, camerawerk voor Des Teufels Bad
- Teddy Award voor beste film: All Shall Be Well van Ray Yeung (Panorama)[7]